# Großhansdorf
Großhansdorf er en by i det nordlige Tyskland med godt 9.300 indbyggere [kilde mangler], beliggende under Kreis Stormarn, i den sydøstlige del af delstaten Slesvig-Holsten.

## Geografi
Großhansdorf ligger 3 km øst for Ahrensburg, og 25 km nordøst for Hamborg, og er en del af Metropolregion Hamburg. Motorvejen A1 danner kommunens østgrænse.